# Augusto de Brunsvique-Luneburgo
Augusto de Brunsvique-Luneburgo (10 de abril de 1579 - 17 de setembro de 1666), apelidado de "O Jovem", foi um duque de Brunsvique-Luneburgo. Na divisão de estados da Casa de Guelfo recebeu o Principado de Volfembutel.

## Família
Augusto foi o filho mais novo do duque Henrique de Brunsvique-Luneburgo e da princesa Úrsula de Saxe-Lauenburgo. Os seus avós paternos eram o duque Ernesto I de Brunsvique-Luneburgo e a duquesa Sofia de Mecklemburgo-Schwerin. Os seus avós maternos eram o duque Francisco I de Saxe-Lauenburgo e a duquesa Sibila de Saxe-Freiberga.

## Biografia
Depois da morte do seu pai, de negociações complicadas com a família e uma intervenção do imperador Fernando II, concordou-se que Augusto ia herdar o principado de Volfembutel cujo último governante morreu em 1634. Por causa da Guerra dos Trinta Anos, Augusto só se pôde mudar para a sua nova residência em 1644. O duque instaurou várias reformas governamentais e criou a Biblioteca Augusta em Volfembutel. Sob o pseudónimo de Gustavo Seleno, escreveu um livro sobre xadrez em 1616 e uma criptografia em 1624. O seu pseudónimo é uma referência críptica ao seu nome.
Augusto morreu em Volfembutel e foi sucedido pelos seus três filhos, Rudolfo Augusto, António Ulrich e Fernando Alberto.

## Casamentos e descendência
Augusto casou-se primeiro com a princesa Clara Maria da Pomerânia-Barth de quem não teve filhos. Após a morte desta em 1623, voltou a casar-se no dia 26 de Outubro de 1623 com a princesa Sofia Doroteia de Anhalt-Zerbst no dia 13 de Dezembro de 1607. Juntos tiveram cinco filhos:
1. Henrique Augusto de Brunsvique-Volfembutel (28 de Abril de 1625 - 30 de Setembro de 1627), morreu aos dois anos de idade.
2. Rudolfo Augusto de Brunsvique-Volfembutel (16 de Maio de 1627 - 26 de Janeiro de 1704), casado com a duquesa Cristiana Isabel de Barby-Muhlingen; com descendência.
3. Sibila Úrsula de Brunsvique-Volfembutel (8 de Dezembro de 1629 - 12 de Dezembro de 1671), casada com o príncipe Cristiano de Eslésvico-Holsácia-Sonderburgo-Glucksburgo; com descendência.
4. Clara Augusta de Brunsvique-Volfembutel (25 de Junho de 1632 - 6 de Outubro de 1700); sem descendência.
5. António Ulrich de Brunsvique-Luneburgo (4 de Outubro de 1633 - 27 de Março de 1714), casado com a princesa Eslésvico-Holsácia-Sonderburgo-Nordborg; com descendência.

Sofia Doroteia morreu em 1643.
No dia 13 de Julho de 1645, Augusto casou-se pela terceira vez, desta vez com a duquesa Sofia Isabel de Mecklemburgo-Güstrow de quem teve mais três filhos:
1. Fernando Alberto I de Brunsvique-Volfembutel (22 de Maio de 1636 - 25 de Abril de 1687), casado com a condessa Cristina de Hesse-Eschwege; com descendência.
2. Maria Isabel de Brunsvique-Volfembutel (7 de Janeiro de 1638 - 15 de Fevereiro de 1687), casada com o duque Adolfo Guilherme de Saxe-Eisenach; com descendência.
3. Cristiano Francisco de Brunsvique-Volfembutel (1 de Agosto de 1639 - 7 de Dezembro de 1639), morreu aos quatro meses de idade.